# 佐々木聡美
佐々木 聡美（ささき さとみ、3月10日 - ）は、ウェザーマップ所属の気象予報士。

## 人物
千葉県出身、前職は客室乗務員。趣味は旅行、グルメツアー、ヨガ、散歩。特技はソフトテニス、どこでも寝ること。
2016年7月30日、自身のブログで入籍したことを報告した。

## 現在の担当番組
- TBSラジオ - 各ニュース・情報番組でのお天気
- テレビ東京・TXNニュース

## 過去の担当番組
- e-天気.net - 「午後の天気ゴコロ」「ゴゴ天」「That's! 天気予報」ほか

NHKラジオ第1
- ふるさとラジオ
- つながるラジオ（15時ニュースの枠内）
- ニュース・気象情報（正午ニュース前の関東地方ローカルなど）
- 私も一言!夕方ニュース